# Sungai Sebesi
Sungai Sebesi is een bestuurslaag in het regentschap Karimun van de provincie Riau-archipel, Indonesië. Sungai Sebesi telt 2.534 inwoners (volkstelling 2010).